# Крапля (геральдика)
Крапля — гербова фігура у формі краплі, який використовується в геральдиці. У англійській мові назва «goutte» походить від старофранцузького слова «крапля».
Крапля може бути описана її кольором, як у срібна крапля. Крім того, існують спеціальні назви краплі з різними кольорами, як крапля води.
| метали | метали | кольори | кольори | кольори | кольори          | кольори |
| ------ | ------ | ------- | ------- | ------- | ---------------- | ------- |
| золота | водяна | сліз    | крові   | дьогтю  | (оливкової) олії | вина    |

У деяких середньовічних і ренесансних зображеннях гербів крапля була намальована з хвилястими сторонами (як показано вище). Більш сучасні зображення згладили сторони, щоб зробити краплі товстішими та симетричними – як це також видно на гербах особистої печатки, використаної з 1353 року Елізабет де Бург, леді Клер, та на печатці 1359 року Клер-коледжу в Кембриджі.
У їх ранньому вживанні краплі були усіяні по полю: розкидані на полі герба. Замість усіяні краплями, в таке поле могли назвати називається крапельне. Лише набагато пізніше краплю почали використовувати окремо в геральдиці як окрему геральдичну фігуру.

Герб незалежного міста Кельна
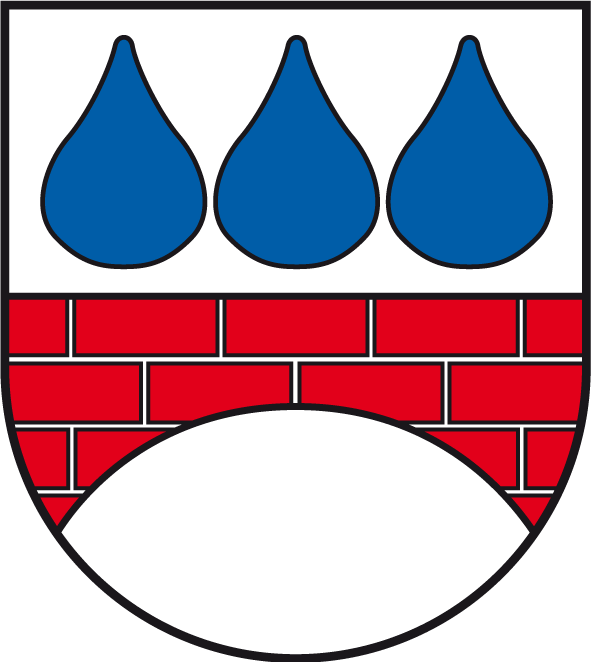
Краплі на гербі адміністративної громади Алквелле
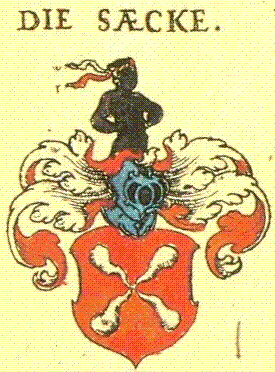
«Мішки» в родинному гербі Сакків
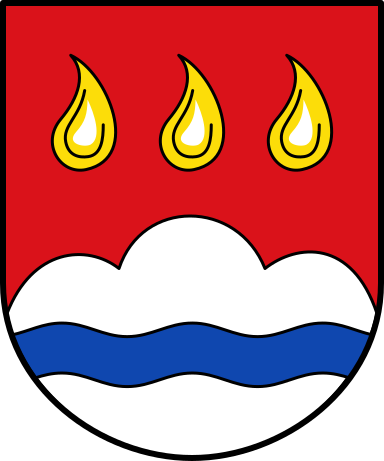
Краплі на гербі Зальцбергена
Крапля герба Тарбека
Герб Бангорської єпархії
Герб Канґасали з сімома (2;2;2;1) сльозами
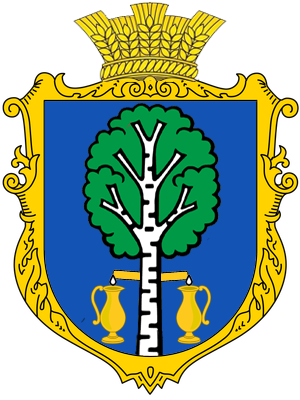
Краплі березового соку на гербі Великої Берізки